# Separación del aire
Una planta de separación del aire separa el aire atmosférico en sus componentes primarios, normalmente nitrógeno y oxígeno, y a veces también argón y otros gases inertes poco comunes.
El método más común para la separación del aire es la destilación fraccionada. Las unidades criogénicas de separación de aire (ASU por sus siglas en inglés) se construyen para proporcionar nitrógeno u oxígeno y, a menudo, coproducir argón. Otros métodos como la membrana, la adsorción por oscilación de presión (PSA) y la adsorción por oscilación de presión al vacío (VPSA) se utilizan comercialmente para separar un único componente del aire normal. El oxígeno, el nitrógeno y el argón de alta pureza, utilizados para la fabricación de dispositivos semiconductores, requieren destilación criogénica. Del mismo modo, la única fuente viable de los gases raros neón, criptón y xenón es la destilación del aire utilizando al menos dos columnas de destilación. El helio también se recupera en procesos avanzados de separación del aire.

## Proceso de destilación criogénica

Composición del aire atmosférico seco

Los gases puros pueden separarse del aire enfriándolo primero hasta que se licúe y destilando después selectivamente los componentes a sus distintas temperaturas de ebullición. El proceso puede producir gases de gran pureza, pero consume mucha energía. Carl von Linde fue el pionero de este proceso a principios del siglo XX y aún hoy se utiliza para producir gases de gran pureza. Lo desarrolló en el año 1895; el proceso fue puramente académico durante siete años antes de que se utilizara en aplicaciones industriales por primera vez (1902).

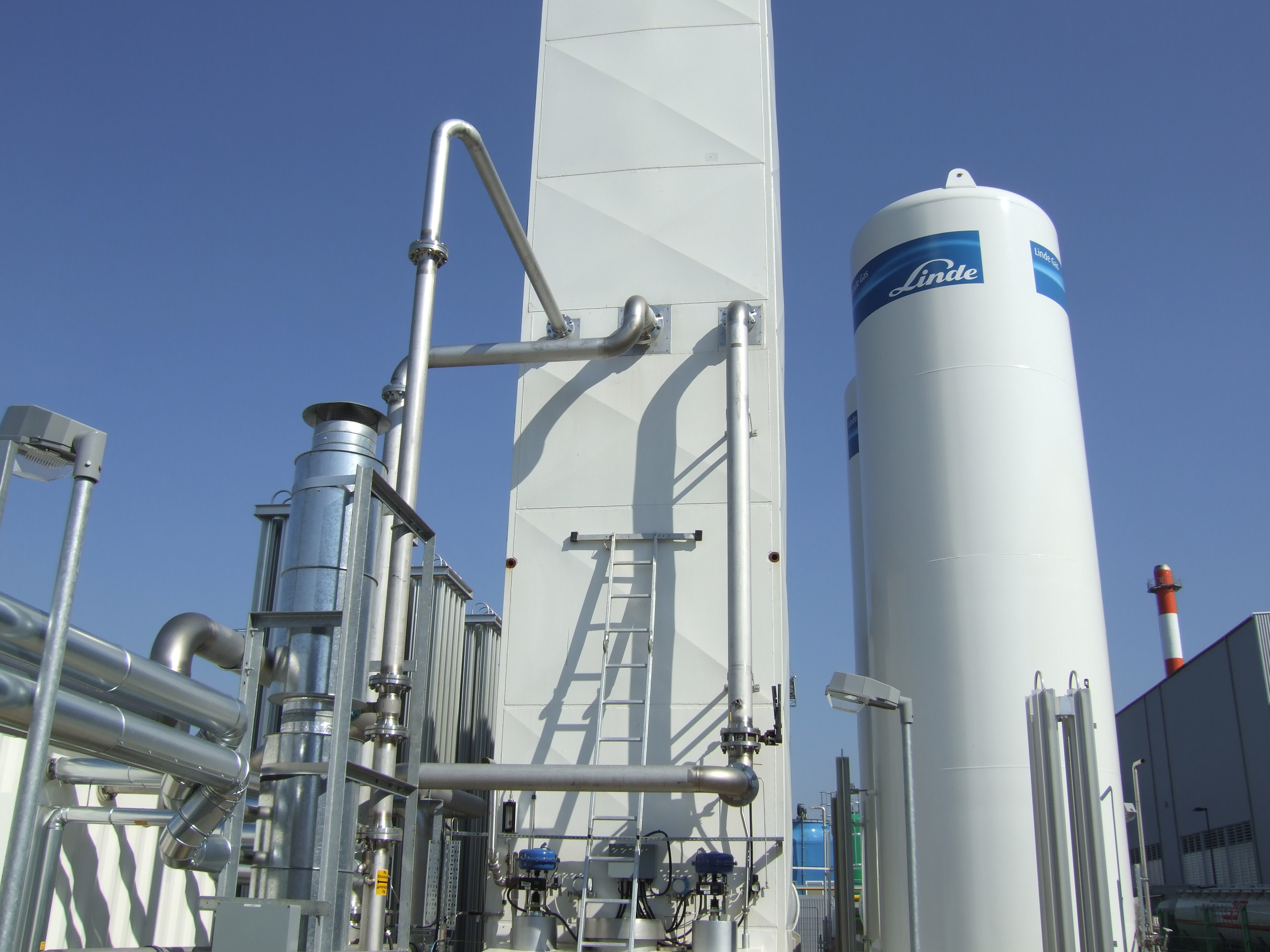
Columna de destilación en una planta criogénica de separación de aire

El proceso de separación criogénica requiere una integración muy estrecha de los intercambiadores de calor y las columnas de separación para obtener una buena eficiencia, y toda la energía para la refrigeración la proporciona la compresión del aire a la entrada de la unidad.
Para alcanzar las bajas temperaturas de destilación, una unidad de separación de aire requiere un ciclo de refrigeración que funciona mediante el efecto Joule-Thomson, y el equipo frío debe mantenerse dentro de un recinto aislado (comúnmente denominado "caja fría"). El enfriamiento de los gases requiere una gran cantidad de energía para hacer funcionar este ciclo de refrigeración y se suministra mediante un compresor de aire. Las ASU modernas utilizan turbinas de expansión para la refrigeración; la salida del expansor ayuda a impulsar el compresor de aire, para mejorar la eficiencia. El proceso consta de las siguientes etapas principales:
1. Antes de la compresión, el aire se prefiltra de polvo.
2. El aire se comprime y la presión final de suministro viene determinada por las recuperaciones y el estado fluido (gas o líquido) de los productos. Las presiones típicas oscilan entre 5 y 10 bar manométricos. La corriente de aire también puede comprimirse a diferentes presiones para aumentar la eficacia de la ASU. Durante la compresión, el agua se condensa en refrigeradores intermedios.
3. El aire de proceso generalmente pasa a través de un lecho de tamiz molecular, que elimina cualquier resto de vapor de agua, así como el dióxido de carbono, que se congelaría y obstruiría el equipo criogénico. Los tamices moleculares a menudo se diseñan para eliminar cualquier hidrocarburo gaseoso del aire, ya que estos pueden ser un problema en la destilación posterior del aire que podría provocar explosiones.[8] El lecho de tamices moleculares debe regenerarse. Esto se logra instalando varias unidades que funcionan en modo alterno y utilizando el gas residual coproducido seco para desorber el agua.
4. El aire de proceso pasa a través de un intercambiador de calor integrado (normalmente un intercambiador de calor de aletas de placas) y se enfría contra flujos criogénicos de producto (y residuos). Parte del aire se licua para formar un líquido enriquecido en oxígeno. El gas restante es más rico en nitrógeno y se destila hasta obtener nitrógeno casi puro (normalmente < 1ppm) en una columna de destilación de alta presión (HP). El condensador de esta columna requiere refrigeración, que se obtiene expandiendo aún más la corriente más rica en oxígeno a través de una válvula o mediante un expansor (un compresor inverso).
5. Alternativamente, el condensador se puede enfriar intercambiando calor con un rehervidor en una columna de destilación de baja presión (LP) (operando a 1,2-1,3 bar abs.) cuando la ASU está produciendo oxígeno puro. Para minimizar el costo de compresión, el condensador/rehervidor combinado de las columnas HP/LP debe operar con una diferencia de temperatura de solo 1-2 K, lo que requiere intercambiadores de calor de aluminio soldado con aletas de placas. Las purezas típicas del oxígeno oscilan entre el 97,5 % y el 99,5 % e influyen en la máxima recuperación de oxígeno. La refrigeración necesaria para la elaboración de productos líquidos se obtiene mediante el efecto Joule-Thomson en un expansor que alimenta aire comprimido directamente a la columna de baja presión. Por lo tanto, una cierta parte del aire no debe separarse y debe salir de la columna de baja presión como una corriente residual desde su sección superior.
6. Debido a que el punto de ebullición del argón (87,3 K en condiciones estándar) se encuentra entre el del oxígeno (90,2 K) y el del nitrógeno (77,4 K), el argón se acumula en la sección inferior de la columna de baja presión. Cuando se produce argón, se toma una extracción lateral de vapor de la columna de baja presión donde la concentración de argón es más alta. Se envía a otra columna que rectifica el argón a la pureza deseada desde la cual el líquido se devuelve al mismo lugar en la columna LP. El uso de empaques estructurados modernos que tienen caídas de presión muy bajas permiten que el argón tenga menos de 1 ppm de impurezas. Aunque el argón está presente en menos del 1% de la entrada, la columna de aire de argón requiere una cantidad significativa de energía debido a la alta relación de reflujo requerida (alrededor de 30) en la columna de argón. La refrigeración de la columna de argón puede suministrarse a partir de líquido rico expandido frío o mediante nitrógeno líquido.
7. Por último, los productos producidos en forma de gas se calientan contra el aire entrante hasta alcanzar la temperatura ambiente. Esto requiere una integración de calor cuidadosamente diseñada que debe permitir una robustez frente a las perturbaciones (debidas a la conmutación de los lechos de tamiz molecular). También puede requerir refrigeración externa adicional durante la puesta en marcha.

Los productos separados a veces se suministran por tubería a grandes usuarios industriales cerca de la planta de producción. El transporte de productos a larga distancia se realiza mediante el envío de productos líquidos en grandes cantidades o como frascos dewar o cilindros de gas en pequeñas cantidades.

## Procesos no criogénicos

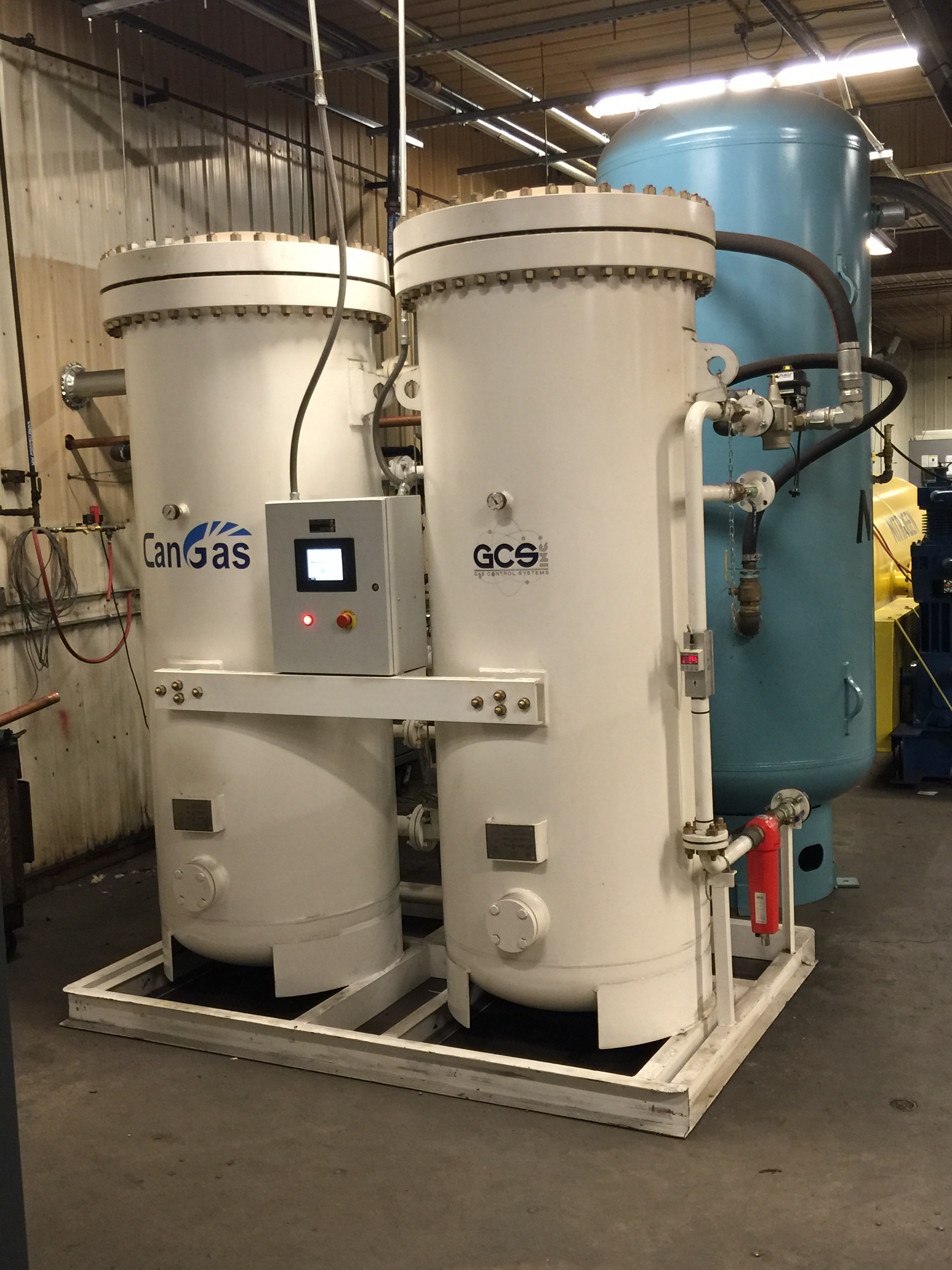
Un generador de nitrógeno

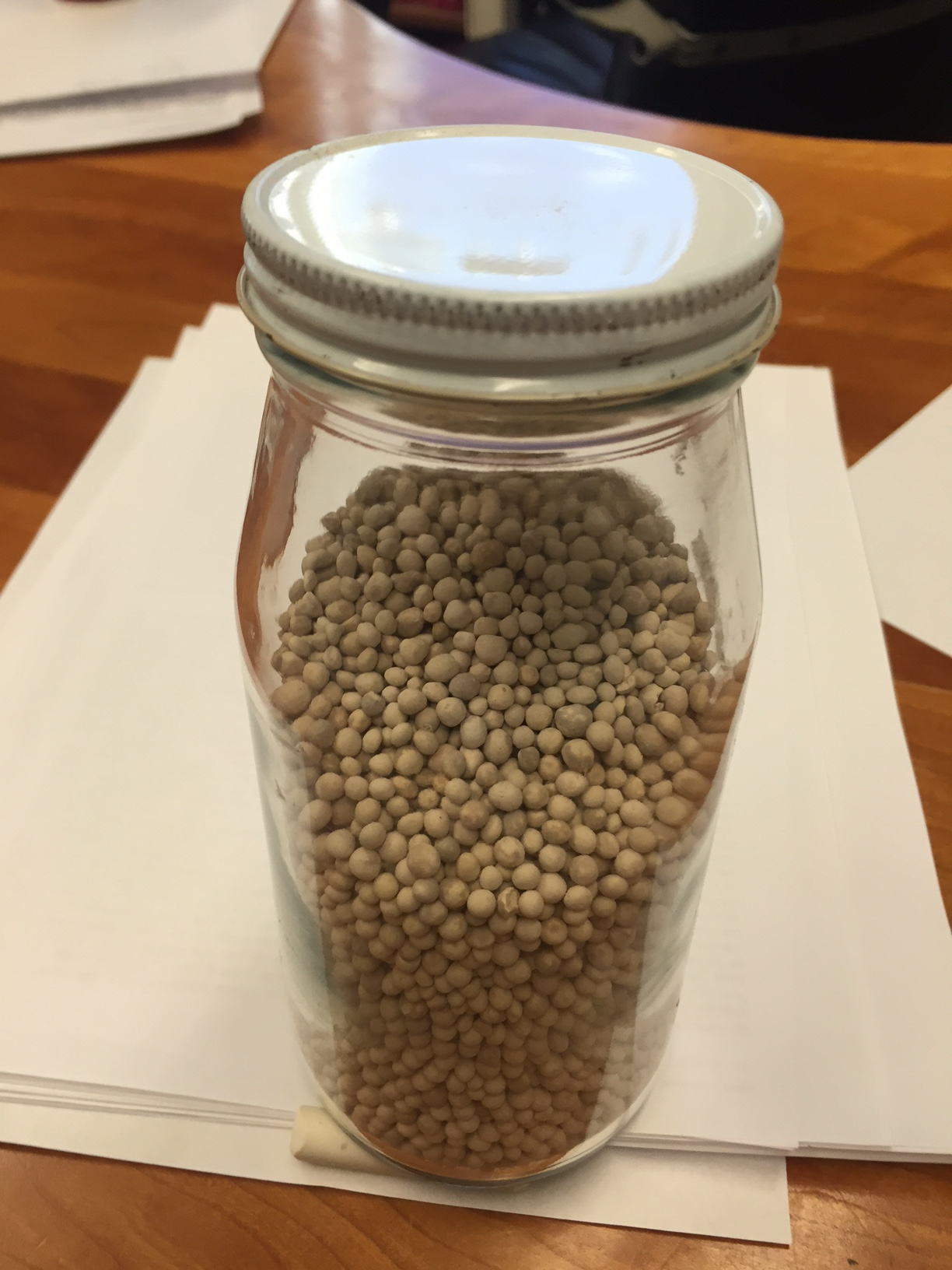
Frasco de tamices moleculares de 4Å

La adsorción por cambio de presión permite separar el oxígeno o el nitrógeno del aire sin licuarlo. El proceso funciona en torno a la temperatura ambiente; se expone una zeolita (esponja molecular) a aire a alta presión, luego se libera el aire y se desprende una película adsorbida del gas deseado. El tamaño del compresor se reduce mucho con respecto a una planta de licuefacción, y de esta forma se fabrican concentradores de oxígeno portátiles para suministrar aire enriquecido con oxígeno con fines médicos. La adsorción por oscilación en vacío es un proceso similar; el gas producto se desprende de la zeolita a presión subatmosférica.

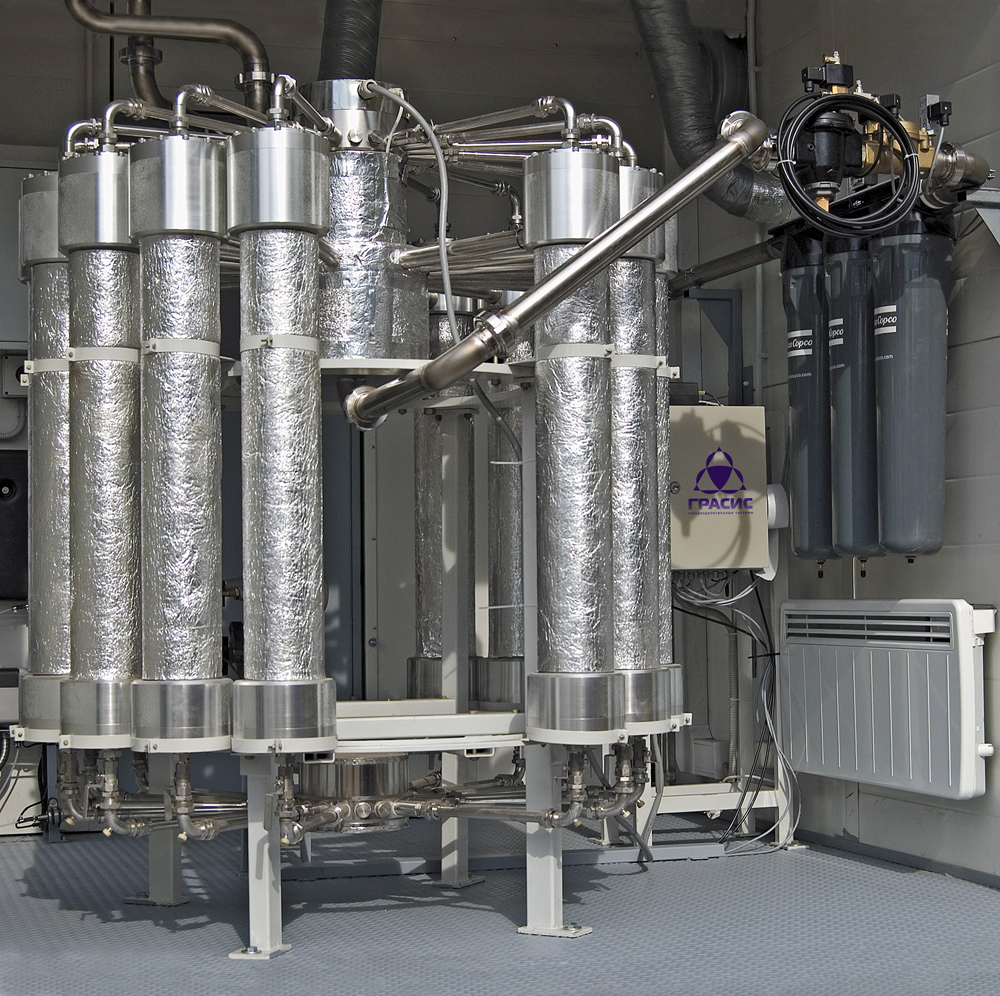
Generador de nitrógeno de membrana

Las tecnologías de membrana pueden proporcionar enfoques alternativos de menor energía para la separación del aire. Por ejemplo, se están explorando varios enfoques para la generación de oxígeno. Las membranas poliméricas que funcionan a temperatura ambiente o cálida, por ejemplo, pueden producir aire enriquecido con oxígeno (25-50 % de oxígeno). Las membranas de cerámica pueden proporcionar oxígeno de alta pureza (90 % o más), pero requieren temperaturas más altas (800-900 °C) para funcionar. Estas membranas cerámicas incluyen membranas de transporte de iones (ITM) y membranas de transporte de oxígeno (OTM). 
La separación de gases por membrana se utiliza para suministrar gases pobres en oxígeno y ricos en nitrógeno en lugar de aire para llenar los depósitos de combustible de los aviones de pasajeros, reduciendo así en gran medida las posibilidades de incendios y explosiones accidentales. A la inversa, la separación de gases por membrana se utiliza actualmente para proporcionar aire enriquecido con oxígeno a los pilotos que vuelan a gran altitud en aviones sin cabinas presurizadas.
El aire enriquecido con oxígeno se puede obtener aprovechando la diferente solubilidad del oxígeno y el nitrógeno. El oxígeno es más soluble que el nitrógeno en agua, por lo que si se desgasifica el aire del agua, se puede obtener una corriente de 35% de oxígeno.

## Aplicaciones

### Industria Aeroespacial
Oxígeno líquido para empresas como SpaceX . La NASA también utiliza el helio extraído a través de la separación del aire para hacer inertes a las naves espaciales.

### Acero
En la fabricación de acero, se requiere oxígeno para la fabricación de acero con oxígeno básico. La fabricación moderna de acero con oxígeno básico utiliza casi dos toneladas de oxígeno por tonelada de acero.

### Amoníaco
Nitrógeno utilizado en el proceso Haber para producir amoníaco.

### Gas de carbón
Se requieren grandes cantidades de oxígeno para proyectos de gasificación de carbón; En algunos proyectos se encuentran plantas criogénicas que producen 3000 ton/día.

### Gas inerte
Inertización con nitrógeno de tanques de almacenamiento de barcos y tanques para productos petrolíferos, o para proteger productos de aceite comestible de la oxidación . 